# Таня ван Граан
Таня ван Граан (англ. Tanya van Graan; нар. 13 грудня 1983) — південноафриканська актриса, співачка та модель. Вона відома ролями у фільмах «Зулу» та «Зоряний десант 3: Мародер». У 2007 році увійшла до списку «100 найсексуальніших жінок світу».

## Кар'єра
Окрім участі у південноафриканських постановках, Таня знялася у науково-фантастичному фільмі «Зоряні десанти 3: Мародер» Едварда Ноймаєра у ролі сержанта Сандей разом з Джолін Блалок та Каспером ван Діна.
У 2010 році вона знялася в комедії жахів «Загублені хлопці: Спрага» у ролі Лілі разом з Таніт Фенікс і Корі Фельдман. У тому ж році вона зіграла роль Голлі в бойовику «Смертельна гонка 2», де знову співпрацювала з Таніт Фенікс, а також над продовженням «Смертельні перегони 3: Пекло», що вийшла в 2013 році. У фільмі Граан зіграла Ембер.
У 2013 році Таня ван Граан знялася у ролі Тари у трилері «Зулу» Жерома Салле разом з Орландо Блумом та Форестом Вітакером.

## Фільмографія
| Рік  |    | Українська назва                          | Оригінальна назва                    | Роль                  |
| ---- | -- | ----------------------------------------- | ------------------------------------ | --------------------- |
| 2004 | ф  | Кофіфі                                    | Kofifi                               | Карен                 |
| 2004 | с  | Стукач                                    | Snitch                               | Тален Еймс (1 серія)  |
| 2008 | ф  | Зоряний десант 3: Мародер                 | Starship Troopers 3: Marauder        | сержант Сандей        |
| 2008 | с  |                                           | Malan en Kie                         | Шантель               |
| 2010 | ф  | Божевільна корова                         | Mad Cow                              | Шарліз                |
| 2010 | ф  | Пропащі хлопці: Жага                      | Lost Boys: The Thirst                | Лілі                  |
| 2010 | ф  | Смертельні перегони 2: Франкенштейн живий | Death Race 2                         | Голлі                 |
| 2013 | ф  | Смертельні перегони-3: Пекло              | Death Race 3: Inferno                | Ембер                 |
| 2013 | ф  | Зулу                                      | Zulu                                 | Тара                  |
| 2013 | ф  |                                           | Jimmy in Pien                        | суддя № 2             |
| 2014 | ф  | Команда SEAL 8: За ворожими лініями       | SEAL Team 8: Behind Enemy Lines      | Female Tech / Collins |
| 2014 | ф  | Привид Юніондейла                         | Die Spook van Uniondale              | Мері                  |
| 2016 | ф  |                                           | Geraubte Wahrheit                    | Мелісса               |
| 2017 | ф  | 24 години на життя                        | 24 Hours to Live                     | Жасмін Морроу         |
| 2017 | тф |                                           | Dating Game Killer                   | Шона Бредшоу          |
| 2018 | ф  | Тремтіння землі 6: Холодний день у пеклі  | Tremors: A Cold Day in Hell          | Доктор Рита Сімс      |
| 2020 | ф  | Порожня людина                            | The Empty Man                        | Еллісон Ласомбра      |
| 2021 | ф  | Смертельний лабіринт 2: Небезпека всюди   | Escape Room: Tournament of Champions | Соня                  |